# Pedroche
Pedroche is een gemeente in de Spaanse provincie Córdoba in de regio Andalusië met een oppervlakte van 122 km². Pedroche telt 1.603 inwoners (1 januari 2016).

## Demografische ontwikkeling
Bron: INE, 1857-2011: volkstellingen